# Cella Dé Loanga
Pour les articles homonymes, voir Cella.
Cella Dé Loanga est une commune située dans le département de Tenkodogo de la province de Boulgou dans la région du Centre-Est au Burkina Faso.